# Pina Menichelli
Pina Menichelli, all'anagrafe Giuseppa Iolanda Menichelli (Castroreale, 10 gennaio 1890 – Milano, 29 agosto 1984), è stata un'attrice italiana del cinema muto, figura di primo piano nel sistema divistico assieme a Lyda Borelli e Francesca Bertini.

## Biografia
Appartenente ad un'importante dinastia di attori teatrali, il cui capostipite fu Nicola Menichelli, apprezzato comico della metà del Settecento, e della quale ignota rimane l'origine geografica precisa, Pina Menichelli, nacque da Cesare e Francesca Malvica, attori girovaghi, a Castroreale, antico comune della provincia di Messina, il 10 gennaio 1890.
Oltre alla stessa Pina, furono attori anche la sorella maggiore Lilla, la minore Dora e il fratello Alfredo.

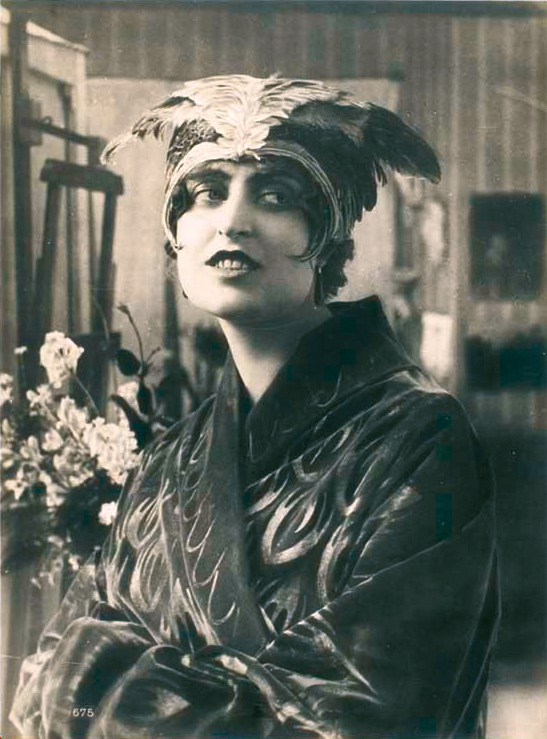
Pina Menichelli ne Il fuoco (1915)

Fu sposata due volte, la prima, dal 1909 con il napoletano Libero Pica dal quale ebbe due figli e si separò qualche anno più tardi, la seconda dal 1924 (alla morte del primo marito) con il barone Carlo Amato.
Morì a Milano il 28 agosto 1984, all'età di 94 anni.

## Carriera
Essendo figlia d'arte, la Menichelli incominciò a recitare fin da bambina, ma la sua vera carriera artistica ebbe inizio nel 1907 quando fu scritturata come giovane amorosa nella compagnia teatrale di Irma Gramatica e Flavio Andò.
Dopo alcune esperienze in varie compagnie teatrali, intraprese un cammino cinematografico grazie alla casa Cines di Roma, una delle più importanti dell'epoca, dove, fra il 1913 e il 1914, recitò in numerosi film. Fra essi spicca Scuola d'eroi, in cui venne notata dal regista e produttore cinematografico Giovanni Pastrone (autore del celebre Cabiria), che la chiamò poi all'Itala Film di Torino, dando così inizio alla sfolgorante "avventura cinematografica" dell'attrice.
Realizzò così il suo primo film per l'Itala, con la regia di Pastrone (che si firmò Piero Fosco): Il fuoco del 1915. I protagonisti sono un'ammaliante ed enigmatica poetessa (la Menichelli) ed un giovane ed ignoto pittore (Febo Mari, autore del soggetto), i quali vivono una bruciante vicenda d'amore che si accende per una semplice favilla, si esalta nella vampa per poi non lasciare che cenere. Il film ebbe un enorme successo, e la Menichelli, perfetta (anche fisicamente: si pensi all'acconciatura da gufo) nel ruolo di crudele e sensuale maliarda, divenne una stella di prima grandezza, etichettata come la femme fatale per eccellenza del cinema italiano.

Pina Menichelli in Tigre reale (1916)

L'anno seguente fu la protagonista di Tigre reale (sempre diretta da Pastrone), dove, interpretando la sinuosa e fatale contessa Natka, confermò le sue non comuni capacità d'attrice e di femme fatale.
Tra gli altri film di successo che realizzò per l'Itala, si possono ricordare La moglie di Claudio, L'olocausto del 1918 e Il padrone delle ferriere del 1919.
Nel 1920 passò alla romana Rinascimento Film (fondata per lei dal barone Carlo Amato, suo futuro marito, e dove ebbe una breve parentesi due anni prima con Il giardino delle voluttà), continuò ad affascinare le platee di mezzo mondo (nonostante la critica bacchettasse la sua recitazione manierata e forzata tipica dell'epoca) con pellicole come La storia di una donna e Il romanzo di un giovane povero (1920), La seconda moglie (1922), La donna e l'uomo e La biondina (1923). Sempre nel 1923, stanca di interpretare gli stessi personaggi di seduttrici voluttuose e tormentate eroine, lavorò con brio e agilità a due commedie: La dama de chez Maxim's e Occupati d'Amelia, che sbalordirono critica e pubblico.
Dopo questi due lavori, nel 1924, la Menichelli si ritirò da ogni attività artistica per dedicarsi ai suoi doveri di madre e moglie serena, e il "dovere di dimenticare" divenne la sua parola d'ordine. Anche la morte di questa conturbante e bravissima diva dalla bella figura (non alta, ma slanciata, capelli biondissimi, grandi occhi azzurri, bocca sensuale, naso un po' aquilino), avvenuta a Milano all'età di 94 anni, passò inosservata.

## Filmografia
- Le mani ignote, regia di Enrique Santos (1913)
- Una tragedia al cinematografo, regia di Enrico Guazzoni (1913)
- Zuma, regia di Baldassarre Negroni (1913)
- Il lettino vuoto, regia di Enrico Guazzoni (1913)
- Il romanzo, regia di Nino Martoglio (1913)
- La porta chiusa, regia di Baldassarre Negroni (1913)
- Retaggio d'odio, regia di Nino Oxilia (1914)
- Scuola d'eroi, regia di Enrico Guazzoni (1914)
- La parola che uccide, regia di Augusto Genina (1914)
- Il grido dell'innocenza, regia di Augusto Genina (1914)
- Giovinezza trionfa!, regia di Augusto Genina (1914)
- Lulù, regia di Augusto Genina (1914)
- I misteri del castello di Monroe, regia di Augusto Genina (1914)
- Ninna nanna, regia di Guglielmo Zorzi (1914)
- Cajus Julius Caesar, regia di Enrico Guazzoni (1914)
- La morta del lago, regia di Enrico Guazzoni (1915)
- Alla deriva, regia di Enrico Guazzoni (1915)
- Il sottomarino n. 27, regia di Nino Oxilia (1915)
- Alma mater, regia di Enrico Guazzoni (1915)
- Papà, regia di Nino Oxilia (1915)
- La casa di nessuno, regia di Enrico Guazzoni (1915)
- Il fuoco, regia di Giovanni Pastrone (1915)
- Tigre reale, regia di Giovanni Pastrone (1916)
- La trilogia di Dorina, regia di Gero Zambuto (1916)
- Gemma di Sant'Eremo, regia di Alfredo Robert (1916)
- Una sventatella, regia di Gero Zambuto (1916)
- La passeggera, regia di Gero Zambuto (1918)
- La moglie di Claudio, regia di Gero Zambuto (1918)
- L'olocausto, regia di Gero Zambuto (1918)
- Il giardino incantato, regia di Eugenio Perego (1918)
- Il padrone delle ferriere, regia di Eugenio Perego (1919)
- Noris, regia di Augusto Genina ed Eugenio Perego (1919)
- La storia di una donna, regia di Eugenio Perego (1920)
- La disfatta dell'Erinni, regia di Eugenio Perego (1920)
- Il romanzo di un giovane povero, regia di Amleto Palermi (1920)
- La verità nuda, regia di Telemaco Ruggeri (1921)
- Le tre illusioni, regia di Eugenio Perego (1921)
- L'età critica, regia di Amleto Palermi (1921)
- La seconda moglie, regia di Amleto Palermi (1922)
- L'ospite sconosciuta, regia di Telemaco Ruggeri (1923)
- La donna e l'uomo, regia di Amleto Palermi (1923)
- La dama de Chez Maxim's, regia di Amleto Palermi (1923)
- Una pagina d'amore, regia di Telemaco Ruggeri (1923)
- La biondina, regia di Amleto Palermi (1923)
- Occupati d'Amelia, regia di Telemaco Ruggeri (1925)